# Naar Møbler flyttes
Naar Møbler flyttes er en dansk stumfilm fra 1908 produceret af Nordisk Films Kompagni og instrueret af Viggo Larsen.

## Medvirkende
- Petrine Sonne
- Poul Gregaard